# Gama (apellido)

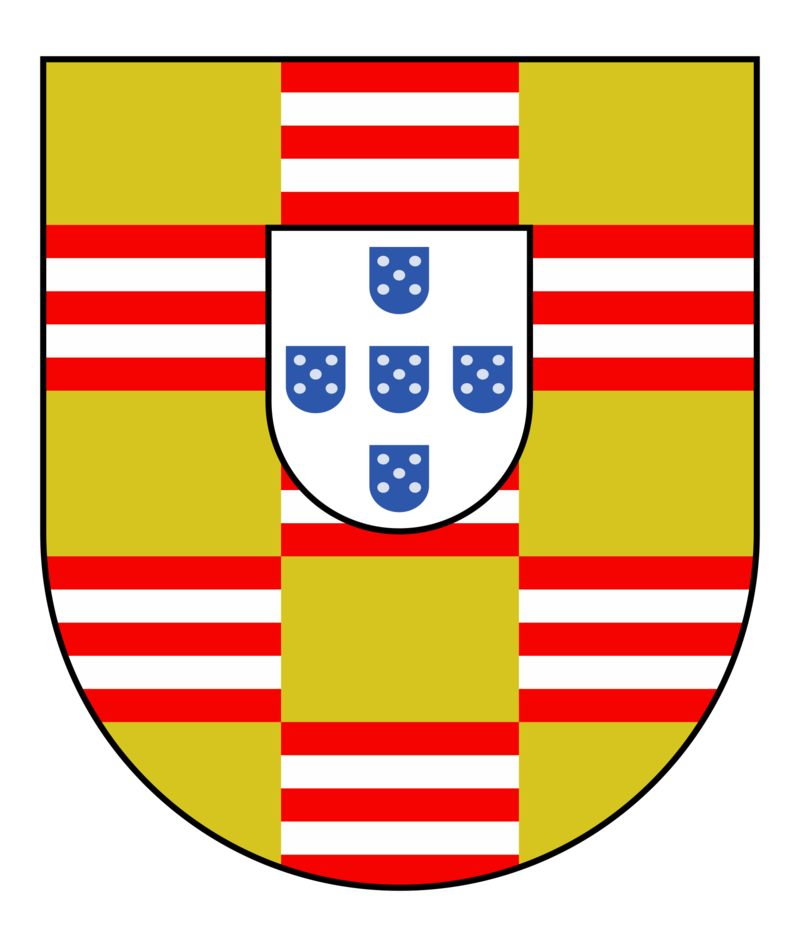

Gama, Da Gama o Gamma es un apellido familiar originado en el sur de Europa, siendo el caso más frecuente en Portugal, Brasil y España.

## Historia
El apellido Gama se originó en el sur de Europa, no se sabe con exactitud cuándo este apellido apareció ni el lugar exacto, sin embargo ya en la Edad Media hay noticias verosímiles de ese linaje perteneciente a la pequeña nobleza de los caballeros y escuderos nobles de Portugal.